# زاوية العانس
زاوية العانس أو الزوية، هي إحدى قرى ولاية قبلي وتقع على الطريق الرابطة بين مدينتي قبلي وتوزر. وهي مقر عمادة تابعة إداريا لمعتمدية سوق الأحد. ينحدر سكانها من بلدة بشري المجاورة لها.